# No Mercy (2004)
No Mercy 2004 — седьмое в истории шоу No Mercy, PPV-шоу, производства американского рестлинг-промоушна World Wrestling Entertainment (WWE). Шоу прошло 3 октября 2004 года в Continental Airlines Arena в Ист-Ратерфорд, Нью-Джерси, США. Шоу представлял бренд SmackDown!. Во время шоу прошло 9 поединков.
Главным событием шоу стал поединок «последний путь» за титул чемпиона WWE между Джоном «Брэдшоу» Лэйфилдом и Гробовщиком, в котором действующий чемпион Лэйфилд одолел претендента. Среди остальных матчей вечера особо выделялись два поединка, в которых Джон Сина победил Букера Ти и стал новым чемпионом Соединённых Штатов, а Биг Шоу оказался сильнее Курта Энгла.
Шоу, которое посетило 10 000 человек, собрало 700 000 долларов на продаже билетов, а ещё 240 000 человек посмотрело его по платным кабельным каналам. Канадское издание Canadian Online Explorer оценило шоу на 5 из 10 балов, описав его как «абсолютно ужасное».

## Результаты
| #                 | Результат                                                                                  | Условия                                                           | Время |
| ----------------- | ------------------------------------------------------------------------------------------ | ----------------------------------------------------------------- | ----- |
| Sunday Night Heat | Марк Джиндрак победил Скотти 2 Хотти                                                       | Поединок один на один                                             | 02:45 |
| 1                 | Эдди Герреро победил Лютера Рейнса (с Марком Джиндраком)                                   | Поединок один на один                                             | 13:21 |
| 2                 | Спайк Дадли (c) (с Буббой Реем Дадли и Ди-Воном Дадли) победили Нунзио (с Джонни Стамболи) | Поединок один на один за титул чемпиона WWE в первом среднем весе | 08:48 |
| 3                 | Билли Кидман победил Пола Лондона                                                          | Поединок один на один                                             | 10:36 |
| 4                 | Рене Дюпри и Кэндзо Судзуки (c) (с Хироко) победили Рея Мистерио и Роба Ван Дама           | Командный поединок за титул командных чемпионов WWE               | 09:13 |
| 5                 | Биг Шоу победил Курта Энгла                                                                | Поединок один на один                                             | 13:10 |
| 6                 | Джон Сина победил Букера Ти (c)                                                            | Поединок до трёх побед за титул чемпиона Соединённых Штатов WWE   | 10:20 |
| 7                 | Чарли Хаас, Рико и Мисс Джеки победили «Братьев Дадли» (Бубба Рей и Ди-Вон) и Дон Мари     | Смешанный командный поединок 6 рестлеров                          | 08:47 |
| 8                 | Джон «Брэдшоу» Лэйфилд (c) победил Гробовщика                                              | Поединок «последний путь» за титул чемпиона WWE                   | 20:35 |